# Russell Billiu Long
Russell Billiu Long (ur. 3 listopada 1918 w Shreveport, zm. 9 maja 2003) – amerykański polityk związany z Partią Demokratyczną.
W latach 1948–1987 był senatorem Stanów Zjednoczonych z Luizjany.